# Malyschiwka (Saporischschja)
Malyschiwka (ukrainisch Малишівка, russisch Малышевка Malyschewka, vormals deutsch: Neuenburg) ist ein Dorf im ukrainischen Oblast Saporischschja, das auf eine Ansiedlung deutschsprachige Mennoniten zurückgeht.

## Geschichte
Neuenburg wurde 1790 von 16 flämischen Familien gegründet. Die Hauptstraße wurde entlang des  Flusses Heidutschina angelegt. Neuenburg blieb eines der kleinsten Dörfer in der Kolonie Chortitza. Im Dorf bestanden eine Dorfschule, eine  kleine Ziegelfabrik, und ein Kornspeicher, sowie bis 1881 das Postamt für den Wolost Chortitza.  
Am 13. Oktober 2016 wurde das Dorf ein Teil der neugegründeten Landgemeinde Schyroke, bis dahin war sie ein Teil der Landratsgemeinde Sonjatschne im Westen des Rajons Saporischschja.

## Sehenswürdigkeiten
Im Dorf sind einige typische Mennonitische Wohnhäuser erhalten geblieben.